# Wiljan Pluim
Wiljan Pluim (Zwolle, 4 januari 1989) is een Nederlands profvoetballer die bij voorkeur als aanvaller speelt.

## Carrière
Pluim stroomde in 2008 door vanuit de jeugd van Vitesse. Nadat hij daar 36 wedstrijden in het eerste team speelde, verhuurde de club hem op 8 januari 2011 voor een halfjaar aan Roda JC Kerkrade, dat een optie tot koop bedong. Die lichtte Roda JC Kerkrade op 1 juli 2011.
Roda JC Kerkrade gaf Pluim een contract voor drie jaar. De club verhuurde hem in het seizoen 2012/13 aan PEC Zwolle. Na zijn terugkeerde bij Roda JC Kerkrade degradeerde hij daarmee op zaterdag 3 mei 2014 naar de Eerste divisie. Op 2 februari 2015 werd Pluims contract met Roda JC Kerkrade in onderling overleg ontbonden.
Pluim tekende op 4 februari 2015 een contract voor anderhalf jaar bij Willem II. Hiervoor maakte hij tien dagen later zijn debuut, in een competitieduel tegen Vitesse (2-0 verlies). Hij viel die dag in de zestigste minuut in voor Robert Braber. Pluim speelde in het restant van de competitie acht wedstrijden voor Willem II, maar kwam in het volgende seizoen niet voor in de plannen van toenmalig trainer Jurgen Streppel. Daarop ontbonden de club en hij op 31 augustus 2015 zijn contract. In december van dat jaar tekende hij voor een seizoen bij Bình Dương FC in Vietnam. Zonder dat hij er deel aan had, won de club de Vietnamese supercup. Op 23 februari 2016 werd bekend dat Pluim de club, zonder een wedstrijd gespeeld te hebben, verlaten had. In augustus van dat jaar ging hij spelen voor het Indonesische PSM Makassar. In 2019 won hij met zijn club de Indonesische voetbalbeker. In het seizoen 2022/23 won Pluim met PSM Makassar de Liga 1 en werd tevens uitgeroepen tot beste speler van de competitie. Op 8 oktober 2023 werd zijn contract ontbonden omdat de grootaandeelhouder hem te oud vond worden. Twee dagen later ondertekende hij een contract voor anderhalf seizoen bij Borneo FC dat getraind wordt door Pieter Huistra.

## Statistieken
| Seizoen | Club               | Land      | Competitie     | Wed. | Goals |
| ------- | ------------------ | --------- | -------------- | ---- | ----- |
| 2008/09 | Vitesse            | Nederland | Eredivisie     | 1    | 0     |
| 2009/10 | Vitesse            | Nederland | Eredivisie     | 19   | 2     |
| 2010/11 | Vitesse            | Nederland | Eredivisie     | 16   | 3     |
| 2010/11 | → Roda JC Kerkrade | Nederland | Eredivisie     | 12   | 0     |
| 2011/12 | Roda JC Kerkrade   | Nederland | Eredivisie     | 18   | 1     |
| 2012/13 | → PEC Zwolle       | Nederland | Eredivisie     | 34   | 1     |
| 2013/14 | Roda JC Kerkrade   | Nederland | Eredivisie     | 23   | 2     |
| 2014/15 | Roda JC Kerkrade   | Nederland | Eerste divisie | 18   | 2     |
| 2014/15 | Willem II          | Nederland | Eredivisie     | 8    | 0     |
| 2015/16 | Willem II          | Nederland | Eredivisie     | 0    | 0     |
| 2016    | Bình Dương FC      | Vietnam   | V-League       | 0    | 0     |
| 2017    | PSM Makassar       | Indonesië | Liga 1         | 32   | 12    |
| 2018    | PSM Makassar       | Indonesië | Liga 1         | 29   | 5     |
| 2019    | PSM Makassar       | Indonesië | Liga 1         | 19   | 5     |
| 2020    | PSM Makassar       | Indonesië | Liga 1         | 3    | 0     |
| Totaal  | Totaal             | Totaal    | Totaal         | 232  | 33    |